# Black Sabbath

Logotyp zespołu

Black Sabbath – brytyjski zespół metalowy, jeden z głównych prekursorów gatunku heavy metal. Grupa powstała w 1968 jako kwartet założony przez nastoletnich przyjaciół w Birmingham. Jego pierwotny skład tworzyli: Anthony „Tony” Iommi, William „Bill” Ward, John „Ozzy” Osbourne i Terence „Geezer” Butler.
W ciągu pierwszych dziesięciu lat swej działalności grupa stała się jednym z najbardziej znaczących i rozpoznawalnych zespołów heavymetalowych. W 1979 z grupy odszedł Ozzy Osbourne, który następnie rozpoczął karierę solową. Po jego odejściu Black Sabbath kontynuował działalność ze zmiennym szczęściem, starając się zachować swoje oryginalne brzmienie mimo dalszych zmian personalnych. Jedynym muzykiem, który pozostał w niej na przestrzeni lat z pierwotnego składu był Tony Iommi. Zespół odrodził się w pierwotnym składzie, aby zagrać kilka koncertów w 1998. 
W 2017 grupa odbyła trasę pożegnalną i oficjalnie zakończyła działalność, jednak bez udziału perkusisty Billa Warda. W 2025 zagrała ostatni koncert w pełnym oryginalnym składzie.
Szacowany nakład sprzedanych płyt zespołu na całym świecie wynosi 75 mln egzemplarzy.

## Historia

### Wczesne lata
Początki Black Sabbath sięgają grupy o nazwie Rare Breed, w której występowali Ozzy Osbourne i Geezer Butler. W tym samym czasie, tj. w 1968, Tony Iommi i Bill Ward nosili się z zamiarem założenia zespołu grającego blues rocka. Osbourne zamieścił ogłoszenie w miejscowym sklepie muzycznym o treści: „Ozzy Zig Needs Gig – has own equipment”, na które to odpowiedział Tony. Nowo powstała formacja początkowo nazywała się The Polka Tulk Blues Band – inspiracją była nazwa taniego pudru, którego używała matka Osbourne’a. Na krótko w składzie zespołu znaleźli się także gitarzysta rytmiczny Jimmy Phillips oraz saksofonista Alan „Aker” Clarke. Wkrótce nazwa została skrócona do Polka Tulk, a ostatecznie zmieniona na Earth (której to wokalista nie znosił), wtedy już zespół działał jako kwartet. Earth zdołał zarejestrować kilka taśm demo. W grudniu Iommi niespodziewanie odszedł, aby dołączyć do Jethro Tull – wystąpił z zespołem w filmie The Rolling Stones Rock and Roll Circus. Gitarzysta jednak był rozczarowany, przede wszystkim despotyczną postawą lidera, Iana Andersona i po dwóch tygodniach, tj. w styczniu 1969 powrócił do Earth. Tymczasem okazało się, że na terenie Anglii już funkcjonowała grupa Earth, dlatego też konieczna stała się kolejna zmiana nazwy. Tak się złożyło, że w kinie naprzeciwko sali prób zespołu, był wyświetlany film Black Sabbath – był to horror w reżyserii Mario Bavy – zainspirował on muzyków do napisania utworu o takim samym tytule. Tekst zawierał odniesienia do prac okultysty Dennisa Wheatleya, a także do wizji, której podobno doświadczył Butler – twierdził on, że pewnego razu zobaczył ciemną postać stojącą przy jego łóżku. Doświadczenie to okazało się dla niego na tyle przerażające, że natychmiast porzucił swoje fascynacje. W okresie późniejszym grupa protestowała przeciwko kojarzeniu jej z jakąkolwiek formą okultyzmu – był to raczej imidż wykreowany przez wytwórnie płytowe przy okazji promocji jej wydawnictw. Nie zmienia to faktu, że w tekście Black Sabbath pojawiła się postać szatana, a Rob Halford (frontman Judas Priest) określił utwór „najprawdopodobniej najbardziej diabelskim na świecie”. Ostatecznie zespół zdecydował się na nazwę Black Sabbath, która została oficjalnie przyjęta w sierpniu 1969.

### Dalsza działalność
Pierwszy album grupy, Black Sabbath ukazał się w 1970 i został ciepło przyjęty w Wielkiej Brytanii. Zespół zaprezentował na nim surową i ciężką jak na początek lat 70 odmianę rocka. Następny, Paranoid (również wydany w 1970), był już wielkim sukcesem w Stanach Zjednoczonych i Wielkiej Brytanii. Grupa otrzymała za niego cztery platynowe płyty, a na albumie znalazły się dwa największe przeboje zespołu – „Paranoid” i „Iron Man”.

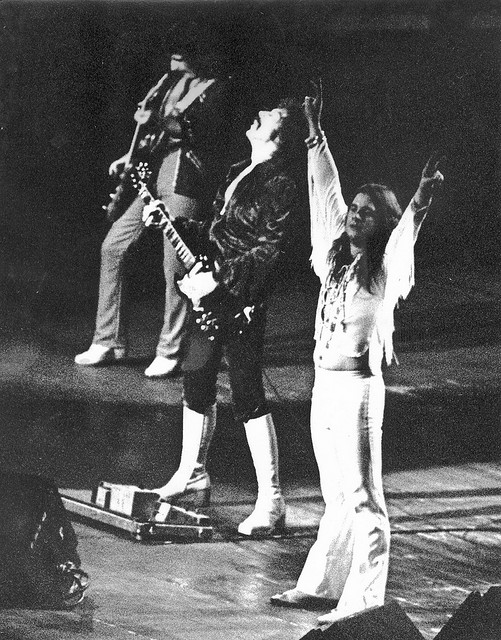
Koncert zespołu (1977)

W 1971 powstał trzeci album, pt. Master of Reality. Nowością na albumie było zastosowanie akustycznych brzmień (Solitude, Orchid). Kolejny album – Vol. 4 stanowił swoistą kontynuację obranego przez grupę kierunku na poprzednich albumach, z kolei nowością na wydanym w 1973 albumie Sabbath Bloody Sabbath było zastosowanie syntezatorów w utworze „Who Are You?”.
Członkowie Black Sabbath w międzyczasie zmagali się z nasilającymi się kłopotami. Uzależnienie od narkotyków, problemy z zarządzaniem zespołem i początki wewnętrznych sporów wpłynęły destruktywnie na prace nad kolejnym albumem. Mimo trudności, w 1975 pojawiała się płyta Sabotage, która dość szybko odniosła sukces na rynku. Muzyka na albumie była bardziej rozbudowana i wielowątkowa niż dotychczas. Z kolei płyta Technical Ecstasy z 1976 okazała się komercyjnym niepowodzeniem. Muzyka zespołu w tym czasie obfitowała w syntezatorowe, a nawet orkiestrowe efekty, lecz została pozbawiona dawnej spontaniczności i ciężaru. Never Say Die! z 1978 to powrót grupy do cięższego grania. Album sprzedawał się trochę lepiej od poprzednika.
W 1979 Osbourne odszedł z zespołu, by rozpocząć solową karierę. Jego miejsce w zespole zajął Ronnie James Dio, były wokalista zespołu Rainbow. Razem z Dio zespół nagrał płyty, takie jak Heaven and Hell czy Mob Rules, jak również koncertową pt. Live Evil. Po nagraniu albumów Dio opuścił zespół, a jego miejsce zajął Ian Gillan z Deep Purple. Black Sabbath razem z nowym wokalistą nagrali album pt. Born Again. Po wydaniu płyty i niedługiej trasie koncertowej wokalista odszedł do macierzystej formacji.

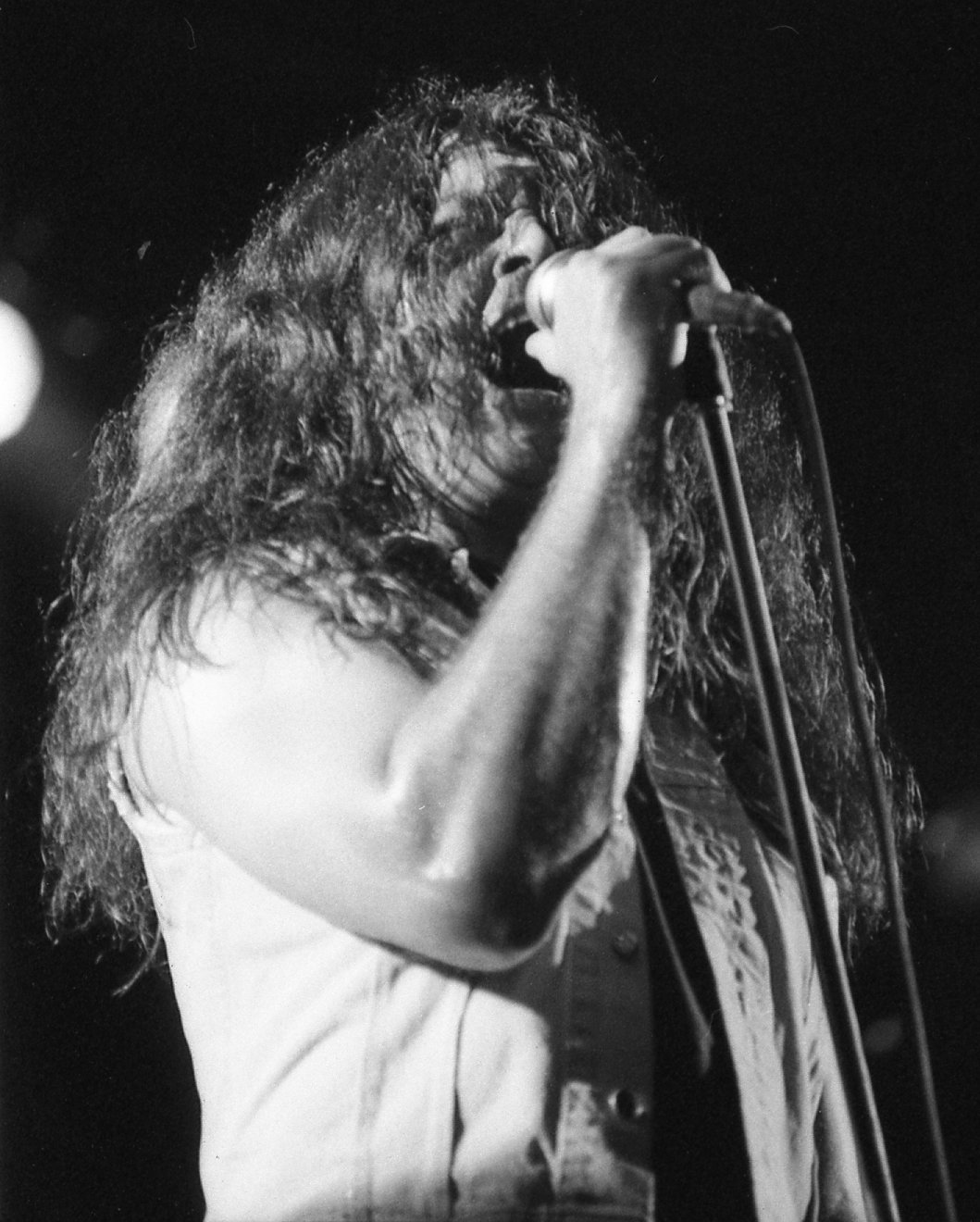
Ian Gillan jako wokalista Black Sabbath (1983)

Od tego czasu grupa jeszcze długo szukała stabilizacji, następowały liczne zmiany personalne. W 1987 wokalistą zespołu został Tony Martin, który nagrał z grupą sześć albumów (The Eternal Idol, Headless Cross, Tyr, Cross Purposes, Cross Purposes Live i Forbidden) pozostając najdłużej śpiewającym wokalistą w zespole do czasu powrotu Osbourne'a w 1997.
13 maja 2006 muzycy zostali wprowadzeni do Rock and Roll Hall of Fame. Również w 2006 zawiesili działalność.
Od marca 2007 do maja 2010 Anthony „Tony” Iommi, Vinny Appice, Ronnie James Dio i Terence „Geezer” Butler koncertowali jako Heaven and Hell (pierwotnie grupa miała reaktywować się w składzie Ronnie James Dio, Tony Iommi, Geezer Butler, Bill Ward, jednak ostatni szybko wycofał się z projektu, i jego miejsce zajął Vinny Appice). 11 listopada 2011 poinformowano o reaktywacji zespołu w składzie: Ozzy Osbourne, Tony Iommi, Geezer Butler, Bill Ward. Wkrótce po tym grupa rozpoczęła prace nad albumem studyjnym, jednak niedługo po rozpoczęciu nagrywania albumu wykryto chłoniaka u Iommiego, dlatego przerwano pracę nad płytą. Po ustabilizowaniu się stanu zdrowia prace ponowiono nagrywanie albumu. W lutym 2012 Ward ogłosił, że nie weźmie udziału w dalszych pracach zespołu. Album wydano 10 czerwca 2013. W pierwszym kwartale tego samego roku zespół rozpoczął trasę koncertową na cały świat.

### Zakończenie działalności
4 lutego 2017 w Genting Arena w Birmingham zespół zagrał ostatni koncert w ramach pożegnalnej trasy koncertowej The End, po czym oficjalnie zakończył działalność. Po jej zakończeniu Tony Iommi i Ozzy Osbourne wystąpili jeszcze wspólnie w 2022 wykonując utwór „Paranoid” w ramach Igrzysk Wspólnoty Narodów. W tym samym roku Iommi zagrał również na solowym albumie Osbourne'a pt. Patient Number 9 w utworze „Degradation Rules”. 
W 2024 Osbourne i Butler publicznie wyrazili chęć ostatniego wspólnego występu Black Sabbath mającego na celu zwieńczenie działalności koncertowej Ozzy'ego Osbourne'a z powodu jego problemów zdrowotnych. W 2025 wokalista wyznał, że z powodu postępującej choroby Parkinsona nie jest w stanie poruszać się samodzielnie. 5 lutego 2025 zespół reaktywował się w oryginalnym składzie ujawniając datę ostatniego występu, który zapowiedział na 5 lipca 2025. Występ odbył się na stadionie Villa Park w Birmingham w ramach koncertu pod hasłem „Back to the Beginning”, gdzie głównym wydarzeniem były dwa bloki koncertowe – występ Ozzy'ego Osbourne'a z solowym repertuarem i towarzyszącymi mu muzykami (m.in. Zakkiem Wylde) oraz występ Black Sabbath w pełnym oryginalnym składzie. Podczas wydarzenia „Back to the Beginning” wystąpili również m.in. Metallica, Slayer, Pantera, Tool, Guns N' Roses, Gojira, Alice in Chains, Lamb of God, Halestorm, Anthrax i Mastodon, wykonując własny repertuar oraz wybrane utwory Black Sabbath. W łączonych występach pojawili się także m.in. Ronnie Wood i Steven Tyler. Dochód z koncertu trafił na cele charytatywne. 
22 lipca 2025 zmarł Ozzy Osbourne. 

## Styl muzyczny

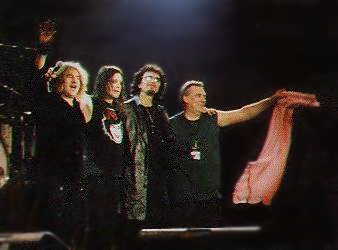
Od lewej: Geezer Butler, Ozzy Osbourne, Tony Iommi i Bill Ward (1999)

Tony Iommi, lider i gitarzysta prowadzący zespołu, uległ wypadkowi, w którym stracił opuszki palców prawej ręki. By grać dalej, skonstruował plastikowe wkładki na palce. Mimo to gra na gitarze wciąż sprawiała mu zbyt wiele bólu, dlatego zmniejszył napięcie strun, strojąc gitarę niżej. W ten sposób zrodziło się, charakterystyczne dla zespołu, oryginalne brzmienie. Nisko grająca gitara, na której powtarzano ciężkie riffy, a także ciężko brzmiąca sekcja rytmiczna w połączeniu z dramatycznym, niekiedy histerycznie brzmiącym śpiewem Osbourne’a, nadała muzyce Black Sabbath pesymistyczny nastrój. Dopełniały go ponure teksty, utrzymane zazwyczaj w stylu makabreski, czasem o tematyce ezoterycznej i okultystycznej. Większość utworów grupy z pierwszego okresu jej działalności ma regularną strukturę pieśni trzyczęściowej. Otwierająca część zawiera krótki pasaż instrumentalny i dłuższą partię wokalną. Część druga jest wyłącznie instrumentalna, niekiedy rozbudowana. Część trzecia, zakończona krótką codą jest zwykle wiernym powtórzeniem pierwszej części.

## Muzycy
| - Tony Iommi – gitara (1968–2006, 2011–2017, 2025) - Ozzy Osbourne (zmarły) – śpiew (1968–1977, 1978–1979, 1985, 1997–2006, 2011–2017, 2025) - Geezer Butler – gitara basowa (1968–1985, 1987, 1990–1994, 1997–2006, 2011–2017, 2025) - Bill Ward – perkusja (1968–1980, 1982–1983, 1985, 1994, 1997–2006, 2011–2012, 2025) | - Dave Walker – śpiew (1977) - Ronnie James Dio (zmarły) – śpiew (1979–1982, 1991–1992, 2006) - Geoff Nicholls (zmarły) – instrumenty klawiszowe, gitara basowa (1980–2004) - Vinny Appice – perkusja (1980–1982, 1991–1992, 1998, 2006) - Ian Gillan – śpiew (1982–1984) - Bev Bevan – perkusja (1983–1984, 1987) - David Donato – śpiew (1984–1985) - Eric Singer – perkusja (1985–1987) - Dave Spitz – gitara basowa (1985–1986, 1987) - Glenn Hughes – śpiew (1985–1986) - Ray Gillen (zmarły) – śpiew (1986–1987) - Bob Daisley – gitara basowa (1986) - Tony Martin – śpiew (1987–1991, 1993–1997) - Joe Burt – gitara basowa (1987) - Cozy Powell (zmarły) – perkusja (1988–1991, 1994–1995) - Laurence Cottle – gitara basowa (1988–1989) - Neil Murray – gitara basowa (1989–1991, 1994–1995) - Bobby Rondinelli – perkusja (1993–1994, 1995) |

## Dyskografia

### Albumy studyjne
| Rok                                             | Detale albumu | Najwyższa pozycja na liście | Najwyższa pozycja na liście | Najwyższa pozycja na liście | Najwyższa pozycja na liście | Najwyższa pozycja na liście | Najwyższa pozycja na liście | Najwyższa pozycja na liście | Certyfikat                                                                     |
| Rok                                             | Detale albumu | UK                          | AUT                         | NLD                         | NOR                         | SWE                         | SWI                         | USA                         | Certyfikat                                                                     |
| ----------------------------------------------- | --- | --------------------------- | --------------------------- | --------------------------- | --------------------------- | --------------------------- | --------------------------- | --------------------------- | ------------------------------------------------------------------------------ |
| 1970                                            | Black Sabbath - Wydany: 13 lutego 1970 - Wytwórnia: Vertigo, Warner Bros. - Format: CD, CS, LP                                            | 8                           | –                           | –                           | –                           | –                           | –                           | 23                          | - USA: platynowa płyta - UK: złota płyta - CAN: złota płyta                    |
| 1970                                            | Paranoid - Wydany w UK: 18 września 1970 - Wydany w USA: 7 stycznia 1971 - Wytwórnia: Vertigo, Warner Bros. - Format: CD, CS, LP          | 1                           | –                           | –                           | 5                           | –                           | –                           | 12                          | - USA: 4x platynowa płyta - CAN: platynowa płyta - UK: złota płyta             |
| 1971                                            | Master of Reality - Wydany: 21 lipca 1971 - Wytwórnia: Vertigo, Warner Bros. - Format: CD, CS, LP                                         | 5                           | –                           | –                           | 12                          | –                           | –                           | 8                           | - USA: 2x platynowa płyta - CAN: platynowa płyta - UK: srebrna płyta           |
| 1972                                            | Vol. 4 - Wydany: 25 września 1972 - Wytwórnia: Vertigo, Warner Bros. - Format: CD, CS, LP                                                 | 8                           | –                           | –                           | 7                           | –                           | –                           | 13                          | - USA: platynowa płyta - CAN: platynowa płyta - UK: srebrna płyta              |
| 1973                                            | Sabbath Bloody Sabbath - Wydany: 1 grudnia 1973 - Wytwórnia: World Wide Artists, Warner Bros. - Format: CD, CS, LP                        | 4                           | –                           | –                           | 6                           | –                           | –                           | 11                          | - USA: platynowa płyta - CAN: złota płyta - UK: srebrna płyta                  |
| 1975                                            | Sabotage - Wydany: 28 lipca 1975 - Wytwórnia: Nems, Warner Bros. - Format: CD, CS, LP                                                     | 7                           | 9                           | –                           | 6                           | –                           | –                           | 28                          | - USA: złota płyta - UK: srebrna płyta                                         |
| 1976                                            | Technical Ecstasy - Wydany: 25 września 1976 - Wytwórnia: Vertigo, Warner Bros. - Format: CD, CS, LP                                      | 13                          | –                           | –                           | –                           | 33                          | –                           | 51                          | - USA: złota płyta                                                             |
| 1978                                            | Never Say Die! - Wydany: 28 września 1978 - Wytwórnia: Nems, Warner Bros. - Format: CD, CS, LP                                            | 12                          | –                           | –                           | –                           | 37                          | –                           | 69                          | - USA: złota płyta                                                             |
| 1980                                            | Heaven and Hell - Wydany: 25 kwietnia 1980 - Wytwórnia: Nems, Warner Bros. - Format: CD, CS, LP                                           | 9                           | –                           | –                           | 22                          | 25                          | –                           | 28                          | - USA: platynowa płyta - CAN: złota płyta - UK: złota płyta                    |
| 1981                                            | Mob Rules - Wydany: 4 listopada 1981 - Wytwórnia: Vertigo, Warner Bros. - Format: CD, CS, LP                                              | 12                          | –                           | –                           | –                           | 30                          | –                           | 29                          | - USA: złota płyta - CAN: złota płyta - UK: srebrna płyta                      |
| 1983                                            | Born Again - Wydany: 7 sierpnia 1983 - Wytwórnia: Vertigo, Warner Bros. - Format: CD, CS, LP                                              | 4                           | –                           | –                           | 14                          | 7                           | –                           | 39                          |                                                                                |
| 1986                                            | Seventh Star (jako Black Sabbath featuring Tony Iommi) - Wydany: 28 stycznia 1986 - Wytwórnia: Vertigo, Warner Bros. - Format: CD, CS, LP | 27                          | –                           | –                           | 17                          | 11                          | –                           | 78                          |                                                                                |
| 1987                                            | The Eternal Idol - Wydany w UK: 1 listopada 1987 - Wydany w US: 1 grudnia 1987 - Wytwórnia: Vertigo, Warner Bros. - Format: CD, CS, LP    | 66                          | –                           | –                           | –                           | –                           | –                           | 168                         |                                                                                |
| 1989                                            | Headless Cross - Wydany: 1 kwietnia 1989 - Wytwórnia: I.R.S. - Format: CD, CS, LP                                                         | 10                          | –                           | –                           | –                           | 22                          | 23                          | 115                         |                                                                                |
| 1990                                            | Tyr - Wydany w UK: 20 sierpnia 1990 - Wydany w US: 31 sierpnia 1990 - Wytwórnia: I.R.S. - Format: CD, CS, LP                              | 24                          | 24                          | –                           | –                           | 24                          | 24                          | 117                         |                                                                                |
| 1992                                            | Dehumanizer - Wydany w UK: 22 czerwca 1992 - Wydany w US: 30 czerwca 1992 - Wytwórnia: I.R.S. - Format: CD, CS, LP                        | 28                          | 7                           | –                           | –                           | 12                          | 13                          | 44                          |                                                                                |
| 1994                                            | Cross Purposes - Wydany w UK: 31 stycznia 1994 - Wydany w US: 8 stycznia 1994 - Wytwórnia: I.R.S. - Format: CD, CS, LP                    | 41                          | 23                          | 85                          | –                           | 9                           | 41                          | 122                         |                                                                                |
| 1995                                            | Forbidden - Wydany: 8 czerwca 1995 - Wytwórnia: I.R.S. - Format: CD, CS, LP                                                               | 71                          | 40                          | 86                          | –                           | 19                          | 48                          | 199                         |                                                                                |
| 2013                                            | 13 - Wydany w Europie: 7 czerwca 2013 - Wydany w US: 10 czerwca 2013 - Wytwórnia: Vertigo, Universal - Format: CD, LP                     | 1                           | 2                           | 10                          | 1                           | 1                           | 1                           | 1                           | - UK: złota płyta - CAN: złota płyta - POL: platynowa płyta - DEU: złota płyta |
| „–” znaczy, że album nie znalazł się na liście. | |                             |                             |                             |                             |                             |                             |                             |                                                                                |

### Albumy koncertowe
| Rok                                             | Detale albumu | Najwyższa pozycja na liście | Najwyższa pozycja na liście | Najwyższa pozycja na liście | Najwyższa pozycja na liście | Najwyższa pozycja na liście | Certyfikaty                                   |
| Rok                                             | Detale albumu | UK                          | FIN                         | FRA                         | SWE                         | US                          | Certyfikaty                                   |
| ----------------------------------------------- | --- | --------------------------- | --------------------------- | --------------------------- | --------------------------- | --------------------------- | --------------------------------------------- |
| 1980                                            | Live at Last - Wydany: 1980 - Wytwórnia: - Format: CD, LP                                                         | –                           | –                           | –                           | –                           | –                           |                                               |
| 1982                                            | Live Evil - Wydany: grudzień 1982 - Wytwórnia: Vertigo, Warner Bros. - Format: CD, LP                             | 13                          | –                           | –                           | 15                          | 37                          |                                               |
| 1995                                            | Cross Purposes Live - Wydany: 1995 - Wytwórnia: I.R.S. - Format: CD                                               | –                           | –                           | –                           | –                           | –                           |                                               |
| 1998                                            | Reunion - Wydany: 20 października 1998 - Wytwórnia: Epic - Format: CD                                             | 41                          | 29                          | 65                          | 11                          | 11                          | - USA: platynowa płyta - CAN: platynowa płyta |
| 2002                                            | Past Lives - Wydany: 20 sierpnia 2002 - Wytwórnia: Sanctuary - Format: CD                                         | –                           | –                           | –                           | –                           | 114                         |                                               |
| 2007                                            | Live at Hammersmith Odeon - Wydany: 1 maja 2007 - Wytwórnia: Rhino Handmade - Format: CD                          | –                           | –                           | –                           | –                           | –                           |                                               |
| 2013                                            | Live... Gathered in Their Masses - Wydany: 25 listopada 2013 - Wytwórnia: Universal - Format: CD, DVD, Blu-ray    | –                           | –                           | 173                         | –                           | –                           | - CAN: platynowa płyta - POL: złota płyta DVD |
| 2017                                            | The End: Live in Birmingham - Wydany: 17 listopada 2017 - Wytwórnia: Eagle Vision - Format: CD, DVD, Blu-ray, 3LP | 68                          | 11                          | 153                         | 18                          | –                           | - POL: złota płyta                            |
| „–” znaczy, że album nie znalazł się na liście. | |                             |                             |                             |                             |                             |                                               |

### Kompilacje
| Rok                                             | Detale albumu                                                 | Najwyższa pozycja na liście | Najwyższa pozycja na liście | Najwyższa pozycja na liście | Najwyższa pozycja na liście | Certyfikaty                                   |
| Rok                                             | Detale albumu                                                 | UK                          | NOR                         | SWE                         | USA                         | Certyfikaty                                   |
| ----------------------------------------------- | ------------------------------------------------------------- | --------------------------- | --------------------------- | --------------------------- | --------------------------- | --------------------------------------------- |
| 1975                                            | We Sold Our Soul for Rock ’n’ Roll                            | 35                          | –                           | 21                          | 48                          | - USA: 2x platynowa płyta - UK: srebrna płyta |
| 1994                                            | The Ozzy Osbourne Years                                       | –                           | –                           | –                           | –                           |                                               |
| 1996                                            | Under Wheels of Confusion                                     | –                           | –                           | –                           | –                           |                                               |
| 1996                                            | The Sabbath Stones                                            | –                           | –                           | –                           | –                           |                                               |
| 2000                                            | The Best of Black Sabbath                                     | 24                          | –                           | –                           | –                           |                                               |
| 2002                                            | Past Lives                                                    | –                           | –                           | –                           | –                           |                                               |
| 2002                                            | Symptom of the Universe: The Original Black Sabbath 1970–1978 | –                           | –                           | –                           | –                           |                                               |
| 2004                                            | Black Box: The Complete Original Black Sabbath (1970–1978)    | –                           | –                           | –                           | –                           |                                               |
| 2006                                            | Greatest Hits 1970–1978                                       | –                           | –                           | –                           | 96                          |                                               |
| 2007                                            | The Dio Years                                                 | –                           | 35                          | 32                          | 54                          |                                               |
| 2008                                            | The Rules of Hell                                             | –                           | –                           | –                           | –                           |                                               |
| 2024                                            | Anno Domini 1989–1995                                         |                             |                             |                             |                             |                                               |
| „–” znaczy, że album nie znalazł się na liście. |                                                               |                             |                             |                             |                             |                                               |

### Single
| Rok                                               | Singiel                          | Najwyższa pozycja na liście | Najwyższa pozycja na liście | Najwyższa pozycja na liście | Najwyższa pozycja na liście | Najwyższa pozycja na liście | Najwyższa pozycja na liście | Album                            |
| Rok                                               | Singiel                          | UK                          | AUT                         | NOR                         | SWI                         | USA                         | US Main                     | Album                            |
| ------------------------------------------------- | -------------------------------- | --------------------------- | --------------------------- | --------------------------- | --------------------------- | --------------------------- | --------------------------- | -------------------------------- |
| 1969                                              | „Evil Woman”                     | –                           | –                           | –                           | –                           | –                           | –                           | Black Sabbath                    |
| 1970                                              | „Black Sabbath”                  | –                           | –                           | –                           | –                           | –                           | –                           | Black Sabbath                    |
| 1970                                              | „N.I.B.”                         | –                           | –                           | –                           | –                           | –                           | –                           | Black Sabbath                    |
| 1970                                              | „The Wizard”                     | –                           | –                           | –                           | –                           | –                           | –                           | Black Sabbath                    |
| 1970                                              | „Paranoid”                       | 4                           | 3                           | 6                           | 2                           | 61                          | –                           | Paranoid                         |
| 1971                                              | „Iron Man”                       | –                           | –                           | –                           | –                           | 52                          | –                           | Paranoid                         |
| 1971                                              | „War Pigs”                       | –                           | –                           | –                           | –                           | –                           | –                           | Paranoid                         |
| 1971                                              | „Fairies Wear Boots”             | –                           | –                           | –                           | –                           | –                           | –                           | Paranoid                         |
| 1971                                              | „Sweet Leaf”                     | –                           | –                           | –                           | –                           | –                           | –                           | Master of Reality                |
| 1971                                              | „Children of the Grave”          | –                           | –                           | –                           | –                           | –                           | –                           | Master of Reality                |
| 1972                                              | „After Forever”                  | –                           | –                           | –                           | –                           | –                           | –                           | Master of Reality                |
| 1972                                              | „Snowblind”                      | –                           | –                           | –                           | –                           | –                           | –                           | Vol. 4                           |
| 1972                                              | „Tomorrow’s Dream”               | –                           | –                           | –                           | –                           | –                           | –                           | Vol. 4                           |
| 1973                                              | „Supernaut”                      | –                           | –                           | –                           | –                           | –                           | –                           | Vol. 4                           |
| 1973                                              | „Changes”                        | –                           | –                           | –                           | –                           | –                           | –                           | Vol. 4                           |
| 1973                                              | „Sabbath Bloody Sabbath”         | –                           | –                           | –                           | –                           | –                           | –                           | Sabbath Bloody Sabbath           |
| 1974                                              | „Sabbra Cadabra”                 | –                           | –                           | –                           | –                           | –                           | –                           | Sabbath Bloody Sabbath           |
| 1975                                              | „Am I Going Insane?”             | –                           | –                           | –                           | –                           | –                           | –                           | Sabotage                         |
| 1975                                              | „Hole in the Sky”                | –                           | –                           | –                           | –                           | –                           | –                           | Sabotage                         |
| 1975                                              | „Symptom of the Universe”        | –                           | –                           | –                           | –                           | –                           | –                           | Sabotage                         |
| 1976                                              | „Rock ’n’ Roll Doctor”           | –                           | –                           | –                           | –                           | –                           | –                           | Technical Ecstasy                |
| 1976                                              | „Dirty Women”                    | –                           | –                           | –                           | –                           | –                           | –                           | Technical Ecstasy                |
| 1978                                              | „Never Say Die!”                 | 21                          | –                           | –                           | –                           | –                           | –                           | Never Say Die!                   |
| 1978                                              | „A Hard Road”                    | 33                          | –                           | –                           | –                           | –                           | –                           | Never Say Die!                   |
| 1980                                              | „Neon Knights”                   | 22                          | –                           | –                           | –                           | –                           | 17                          | Heaven and Hell                  |
| 1980                                              | „Die Young”                      | 41                          | –                           | –                           | –                           | –                           | –                           | Heaven and Hell                  |
| 1981                                              | „The Mob Rules”                  | 46                          | –                           | –                           | –                           | –                           | –                           | Mob Rules                        |
| 1982                                              | „Turn up the Night”              | 37                          | –                           | –                           | –                           | –                           | 24                          | Mob Rules                        |
| 1982                                              | „Voodoo”                         | –                           | –                           | –                           | –                           | –                           | 46                          | Mob Rules                        |
| 1983                                              | „Trashed”                        | –                           | –                           | –                           | –                           | –                           | –                           | Born Again                       |
| 1986                                              | „No Stranger to Love”            | –                           | –                           | –                           | –                           | –                           | –                           | Seventh Star                     |
| 1989                                              | „Headless Cross”                 | 62                          | –                           | –                           | –                           | –                           | –                           | Headless Cross                   |
| 1989                                              | „Devil and Daughter”             | 81                          | –                           | –                           | –                           | –                           | –                           | Headless Cross                   |
| 1990                                              | „Feels Good to Me”               | 79                          | –                           | –                           | –                           | –                           | –                           | Tyr                              |
| 1992                                              | „TV Crimes”                      | 33                          | –                           | –                           | –                           | –                           | –                           | Dehumanizer                      |
| 1994                                              | „The Hand That Rocks the Cradle” | –                           | –                           | –                           | –                           | –                           | –                           | Cross Purposes                   |
| 1998                                              | „Psycho Man”                     | –                           | –                           | –                           | –                           | –                           | 3                           | Reunion                          |
| 1999                                              | „Selling My Soul”                | –                           | –                           | –                           | –                           | –                           | 17                          | Reunion                          |
| 2007                                              | „The Devil Cried”                | –                           | –                           | –                           | –                           | –                           | 37                          | The Dio Years                    |
| 2013                                              | „God Is Dead?”                   | 147                         | –                           | –                           | –                           | –                           | 8                           | 13                               |
| 2013                                              | „End of the Beginning”           | –                           | –                           | –                           | –                           | –                           | 38                          | 13                               |
| 2013                                              | „Loner”                          | –                           | –                           | –                           | –                           | –                           | –                           | 13                               |
| 2013                                              | „Loner” (na żywo)                | –                           | –                           | –                           | –                           | –                           | –                           | Live... Gathered in Their Masses |
| 2014                                              | „Age of Reason”                  | –                           | –                           | –                           | –                           | –                           | –                           | 13                               |
| „–” znaczy, że singiel nie znalazł się na liście. |                                  |                             |                             |                             |                             |                             |                             |                                  |

## Wideografia
| Rok  | Wideo                                                                                               | Certyfikaty                               |
| ---- | --------------------------------------------------------------------------------------------------- | ----------------------------------------- |
| 1978 | Never Say Die - Wydany: 1978 - Wytwórnia: Sanctuary - Format: VHS, DVD                              |                                           |
| 1980 | Black and Blue - Wydany: 1980 - Wytwórnia: - Format: VHS, DVD                                       |                                           |
| 1992 | The Black Sabbath Story Vol. 1 – 1970–1978 - Wydany: 1992 - Wytwórnia: Sanctuary - Format: VHS, DVD | - USA: platynowa płyta - AUS: złota płyta |
| 1992 | The Black Sabbath Story Vol. 2 – 1978-1992 - Wydany: 1992 - Wytwórnia: Sanctuary - Format: VHS, DVD | - USA: złota płyta                        |
| 1995 | Cross Purposes Live - Wydany: 1995 - Wytwórnia: Picture - Format: VHS, DVD                          |                                           |
| 1999 | The Last Supper - Wydany: 1999 - Wytwórnia: Sony - Format: VHS, DVD                                 | - UK: złota płyta                         |
| 1999 | Inside Black Sabbath – 1970-1992 - Wydany: 1999 - Wytwórnia: Sony - Format: VHS, DVD                |                                           |
| 2005 | Black Sabbath's Paranoid - Wydany: 2005 - Wytwórnia: Navarre Corporation - Format: DVD              |                                           |
| 2005 | Black Sabbath – Rock Review - Wydany: 2005 - Wytwórnia: - Format: DVD                               |                                           |
| 2007 | In Their Own Words - Wydany: 2007 - Wytwórnia: - Format: DVD                                        |                                           |

## Nieoficjalna dyskografia
Poniższe albumy nie są oficjalne, nie zostały wydane z pomocą zespołu.
- 1970 – Come to the Sabbath. Zapis koncertu z tego samego roku.
- 1980 – Live at Last (Na żywo z 1973 roku – Iommi, Osbourne, Butler, Ward); #5 UK. Zremasterowane i oficjalne wydany jako jeden z dwóch dysków Past Lives.
- 1977 – Greatest Hits. Nie mylić z oficjalnym wydaniem Greatest Hits 1970–1978, zawiera 10 utworów z pierwszych 5 albumów, na okładce znajduje się fragment obrazu Pietra Bruegla „Triumf śmierci”.
- 1974 – Bagdad (nagranie na żywo z California Jam, Niemcy)
- 1976 – The Original (kompilacja, Niemcy)
- 1978 – Rock Heavies (kompilacja, Niemcy)
- 1978 – Rock Legends (kompilacja)
- 1983 – The Best (kompilacja, Australia)
- 1983 – The Very Best of Black Sabbath (kompilacja, RPA)
- 1984 i 1987 – The Kings of Hell (kompilacja, Brazylia)
- 1985 – The Sabbath Collection (kompilacja, UK)
- 1989 – Black Sabbath (kompilacja, ZSRR). Wydany przez państwową radziecką wytwórnię Miełodija. Zawiera piosenki z pierwszego i drugiego albumu.
- 1991 – Backtrackin (kompilacja, Australia)
- 1991 – Children of the Grave (piosenki z Vol. 4 plus koncertowa wersja „Children of the Grave”)
- 1994 – The Ozzy Osbourne Years (3 dyski z Japonii, zawierające wszystkie utwory z pierwszych sześciu albumów, prócz utworów instrumentalnych i umieszczając „Evil Woman” w miejsce „Wicked World”)
- 1995 – Best Ballads
- 1995 – Between Heaven And Hell [1970-1983]
- 1996 – Under Wheels of Confusion (4 dyskowa kompilacja z lat 1970–1987, lata spędzone w wytwórni Warner Bros. Records)
- 1999 – Black Mass
- 2000 – The Best of Black Sabbath (dwie inne kompilacje o tym tytule zostały wydane w latach 1973 i 1976)
- 2006 – Paranoid (DVD)

## Nagrody i wyróżnienia
| Rok  | Kategoria                      | Tytułem        | Nagroda                         | Nota      | Źródło |
| ---- | ------------------------------ | -------------- | ------------------------------- | --------- | ------ |
| 2000 | Best Metal Performance         | „Iron Man”     | Grammy                          | Laur      | [ 49 ] |
| 2005 | Spirit Of Hammer               | Black Sabbath  | Metal Hammer Golden Gods Awards | Laur      | [ 50 ] |
| 2012 | Inspiration Award              | Black Sabbath  | Kerrang! Awards                 | Laur      | [ 51 ] |
| 2013 | Best UK Band                   | Black Sabbath  | Metal Hammer Golden Gods Awards | Laur      | [ 52 ] |
| 2013 | Best Album Award               | 13             | Metal Hammer Golden Gods Awards | Laur      | [ 52 ] |
| 2014 | Album of the Year              | 13             | Revolver Golden Gods Awards     | Laur      | [ 53 ] |
| 2014 | Dimebag Darrell Best Guitarist | Tony Iommi     | Revolver Golden Gods Awards     | Nominacja | [ 53 ] |
| 2014 | Paul Gray Best Bassist         | Geezer Butler  | Revolver Golden Gods Awards     | Nominacja | [ 53 ] |
| 2014 | Best Drummer                   | Brad Wilk      | Revolver Golden Gods Awards     | Nominacja | [ 53 ] |
| 2014 | Best Metal Performance         | „God Is Dead?” | Grammy                          | Laur      | [ 54 ] |